# 123-тя окрема мотострілецька бригада (РФ)
123-тя окрема гвардійська мотострілецька ордена Доблесті бригада імені Героя Радянського Союзу Климента Ворошилова (123 ОМСБр, в/ч 40463) — незаконне збройне формування, що входить до складу 2-го армійського корпусу окупаційних військ РФ на Донбасі. Формально перебувала у підпорядкуванні маріонеткової ЛНР, згодом відкрито увійшла до складу Збройних сил РФ.

## Історія
На початку липня 2015 року видання Блумберг оприлюднило повідомлення СБУ згідно з яким генерал-майор Олег Цеков, командир 200-ї окремої мотосрілецької Печенезької бригади, також відомий як Олег Турнов, виконує командування 2-ю бригадою «народної міліції „ЛНР“».
До 2016 року командиром 2 окремої мотострілецької бригади 2 АК Центру територіальних військ Південного військового округу ЗС РФ служив полковник Рузиньский Андрій Юрійович, під псевдонімом Нєфьодов. Попереднім місцем служби полковника Рузинського А. Ю. був контингент ЗС РФ на території Вірменії (м. Гюмрі). Перебуваючи на посаді командира 102 військової бази ЗС РФ (Гюмрі) Рузинський А. Ю. провокував загострення азербайджано-вірменського конфлікту, заявляв про необхідність силового вирішення Нагірно-Карабаського конфлікту та, зокрема, був особисто причетний до ситуації із розстрілом військовослужбовцями його частини вірменської родини.
1 січня 2023 року бригада увійшла до складу Збройних сил Росії з номером 123.[джерело?]

## Склад
- Бригадне командування
- 1-й мотострілковий батальйон «Зоря»
- 2-й мотострілковий батальйон «Дон».
- 3-й мотострілковий батальйон «Хуліган»
- Бронетанковий батальйон (Т-72Б3М)
- Артилерійська група
- Самохідно-артилерійський дивізіон "Vendetta" (2С1 «Гвоздика»).
- Реактивний артилерійський дивізіон (БМ-21 Град)
- Зенітно-ракетно-артилерійський дивізіон
- Розвідувальна рота
- Комунікаційна рота
- Логістична рота
- Сервісна рота
- Медична рота
- Снайперський взвод.

## Командування
- (2015) генерал-майор Збройних сил РФ Цеков Олег Муссович (документи прикриття на ім'я Олег Турнов), відряджений з посади командира 200-ї мотострілецької бригади.
- (2016) полковник Збройних сил РФ Рузинський Андрій Юрійович (документи прикриття на прізвище Нефьодов)[6][7]
- (2023) полковник Збройних сил РФ Іванов Денис Євгенович, Герой Російської Федерації (посмертно)[8].

## Втрати
З відкритих джерел відомо про деякі втрати 123 ОМСБр в російсько-українскій війні: 